# Porcellio andreinii
Porcellio andreinii is een pissebed uit de familie Porcellionidae. De wetenschappelijke naam van de soort is voor het eerst geldig gepubliceerd in 1913 door Arcangeli.